# Bayer-Bezeichnung
Die Bayer-Bezeichnung wird in der Astronomie zur systematischen Bezeichnung von Sternen verwendet. Sie ist nach dem deutschen Astronom Johann Bayer (1572–1625) benannt.

## Format
Die Bayer-Bezeichnung besteht aus einem griechischen Buchstaben gefolgt vom Genitiv des – i. d. R. lateinischen – Namens des Sternbilds, in dem der Stern liegt, z. B. γ Lyrae („Gamma“ + Genitiv von „Lyra“) oder ζ Ursae Majoris („Zeta“ + Genitiv von „Ursa Major“).
Der von uns aus gesehen hellste Stern (siehe auch Scheinbare Helligkeit) eines Sternbilds wird dabei normalerweise mit α bezeichnet, der nächsthellste mit β usw.
Beispiele:
Sternbild: Centaurus (Zentaur)
- hellster Stern: α („Alpha“, erster Buchstabe des Griechischen Alphabet)
- Sternname nach Bayer: α Centauri („Alpha Centauri“), Abkürzung: α Cen
- Eigennamen: Rigil Kentaurus, Toliman

Sternbild: Gemini (Zwillinge)
- dritthellster Stern: γ („Gamma“, dritter Buchstabe des Griechischen Alphabets)
- Sternname nach Bayer: γ Geminorum („Gamma Geminorum“), Abkürzung: γ Gem
- Eigenname: Alhena

Tatsächlich gibt es aber eine Vielzahl von Sternbildern, bei denen diese Reihenfolge nicht eingehalten wird; so tragen beispielsweise die hellsten Sterne im Schützen die Bezeichnungen ε, σ, ζ und δ Sgr, während α und β Sgr eher unscheinbar wirken.
Das System der Bezeichnung mit griechischen Buchstaben wurde später erweitert, zunächst um lateinische Kleinbuchstaben und dann um lateinische Großbuchstaben. Die meisten von ihnen werden selten benutzt, es gibt jedoch ein paar bekannte Ausnahmen wie h Persei, bei dem es sich in Wahrheit um einen offenen Sternhaufen handelt, und P Cygni. Die Bayer-Bezeichnungen mit Großbuchstaben gingen dabei nicht über Q hinaus. Heute werden die Buchstaben ab R zur Kennzeichnung von veränderlichen Sternen verwendet.
Eine weitere Komplizierung ergibt sich aus der Verwendung von hochgestellten Nummern zur Unterscheidung von Sternen mit demselben Buchstaben. Bei vielen handelt es sich um Doppelsterne, die meist aber nur optisch zusammenstehen. Daneben gibt es aber auch Ausnahmen wie die sich über 8° am Himmel erstreckende Sternenkette π1, π2, π3, π4, π5 und π6 Orionis, die den „Bogen“ des Orion bildet.
Zwei Sterne tragen eine doppelte Bayer-Bezeichnung: β Tau / γ Aur und α And / δ Peg. Außerdem gibt es aufgrund der offiziellen Neueinteilung der Sternbildgrenzen durch die IAU eine Reihe von Sternen, deren Bayer-Bezeichnungen sie anderen als den heute üblichen Sternbildern zuordnen würden. Dennoch hat sich diese Art der Benennung bewährt und ist auch heute noch weit verbreitet.

## Geschichte
Johann Bayer führte diese Bezeichnung 1603 in seinem Sternatlas Uranometria ein, wobei er nur hellere, mit bloßem Auge in Europa sichtbare Sterne berücksichtigte. Südliche, in Europa fast oder gar nicht sichtbare Sternbilder bekamen also keine Bezeichnung. Darüber hinaus waren zu Lebzeiten Bayers die Sternbilder noch nicht als aneinandergrenzende Flächen definiert, es gab also Lücken dazwischen, zumeist mit lichtschwachen Sternen.
Im Laufe der Zeit wurden diese Lücken mit neuen Sternbildern gefüllt, so z. B. durch Johannes Hevelius in seinem postum 1690 veröffentlichten Katalog Prodromus astronomiae. Ob er die darin liegenden Sterne mit einer Bayer-Bezeichnung versehen hat, ist nicht bekannt, zumindest tauchen sie in diesem Katalog nicht auf.
Im Jahre 1845 veröffentlichte der britische Astronom Francis Baily seinen British Association’s Catalogue.
Hierbei hat er nach eigenen Angaben zahlreiche Bezeichnungen an die helleren Sterne der neuen Sternbilder vergeben. So gibt es z. B. für das am Himmels-Südpol liegende Sternbild Oktant eine ganze Serie von Alpha Octantis bis Omega Octantis.
Heutzutage sind die Sternbilder als Asterismen in der Astronomie nur noch von geringer Bedeutung und damit verlieren auch die Bayer-Bezeichnungen an Bedeutung. Von wenigen Ausnahmen abgesehen finden sich alle Sterne mit Bayer-Bezeichnung im Bright-Star-Katalog, was eine moderne Referenzierung ermöglicht.